# Adenophora triphylla
Adenophora triphylla är en klockväxtart som först beskrevs av Carl Peter Thunberg, och fick sitt nu gällande namn av A.Dc. Adenophora triphylla ingår i släktet kragklockor, och familjen klockväxter. Inga underarter finns listade i Catalogue of Life.

## Bildgalleri

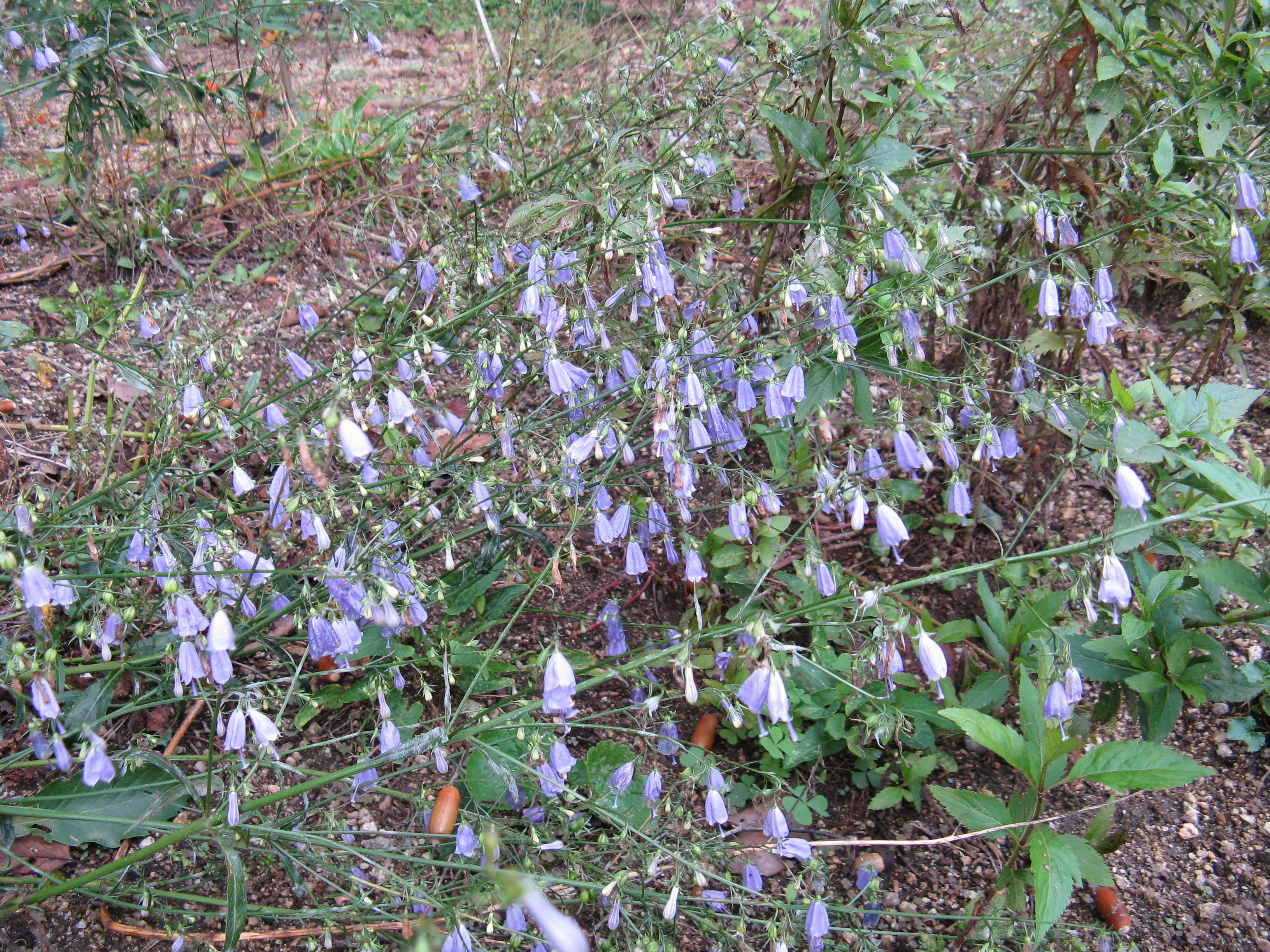
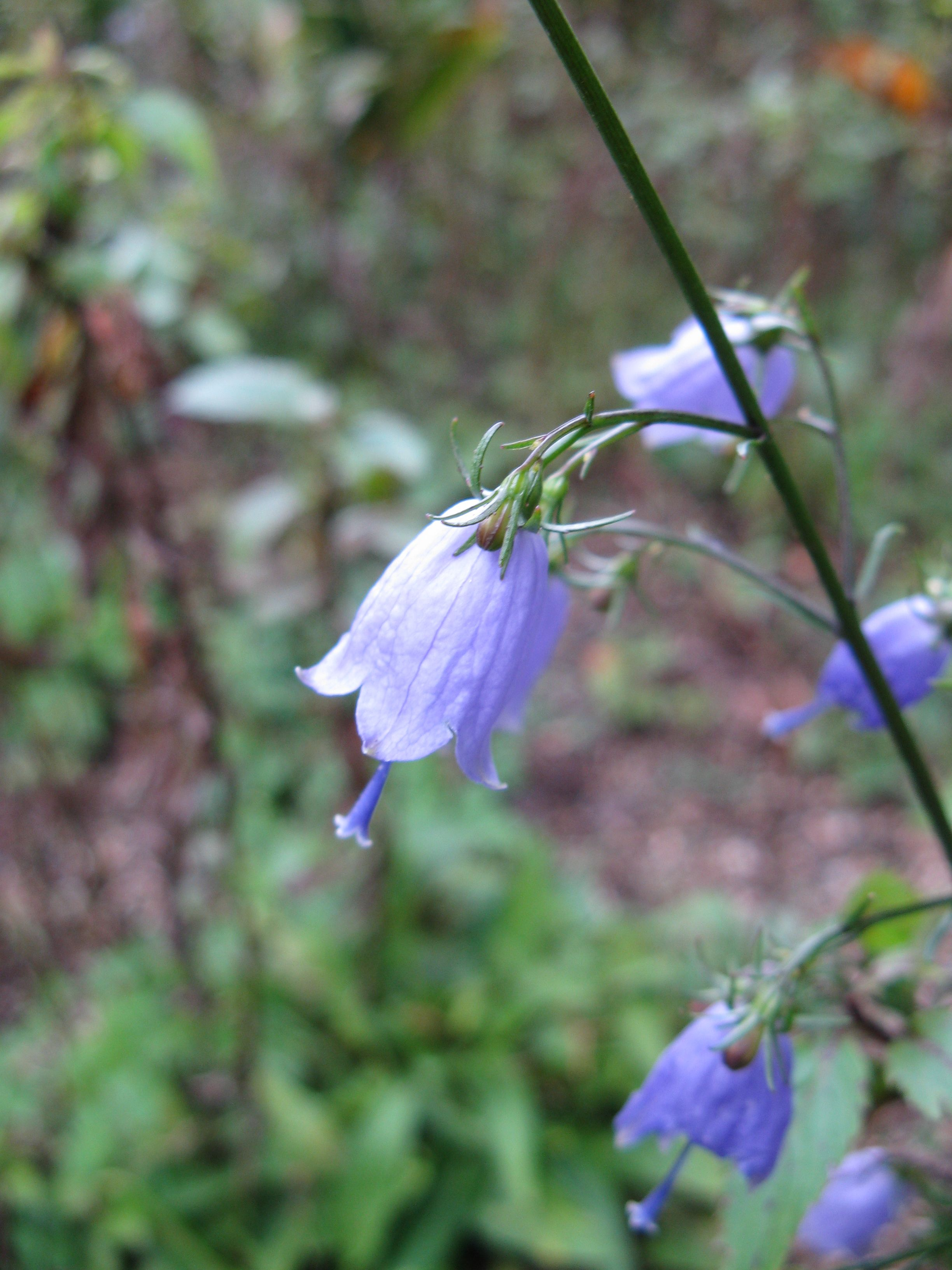
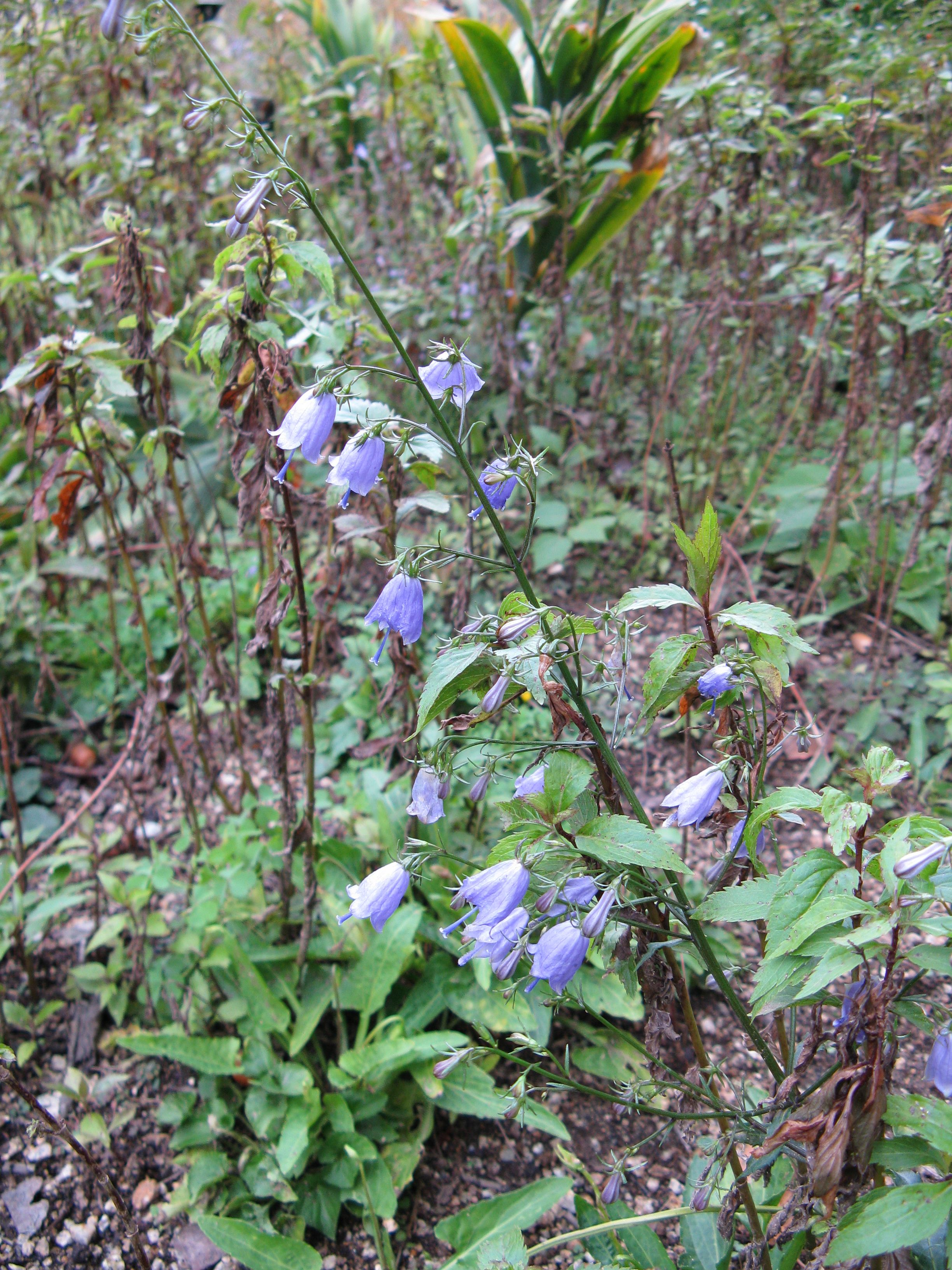
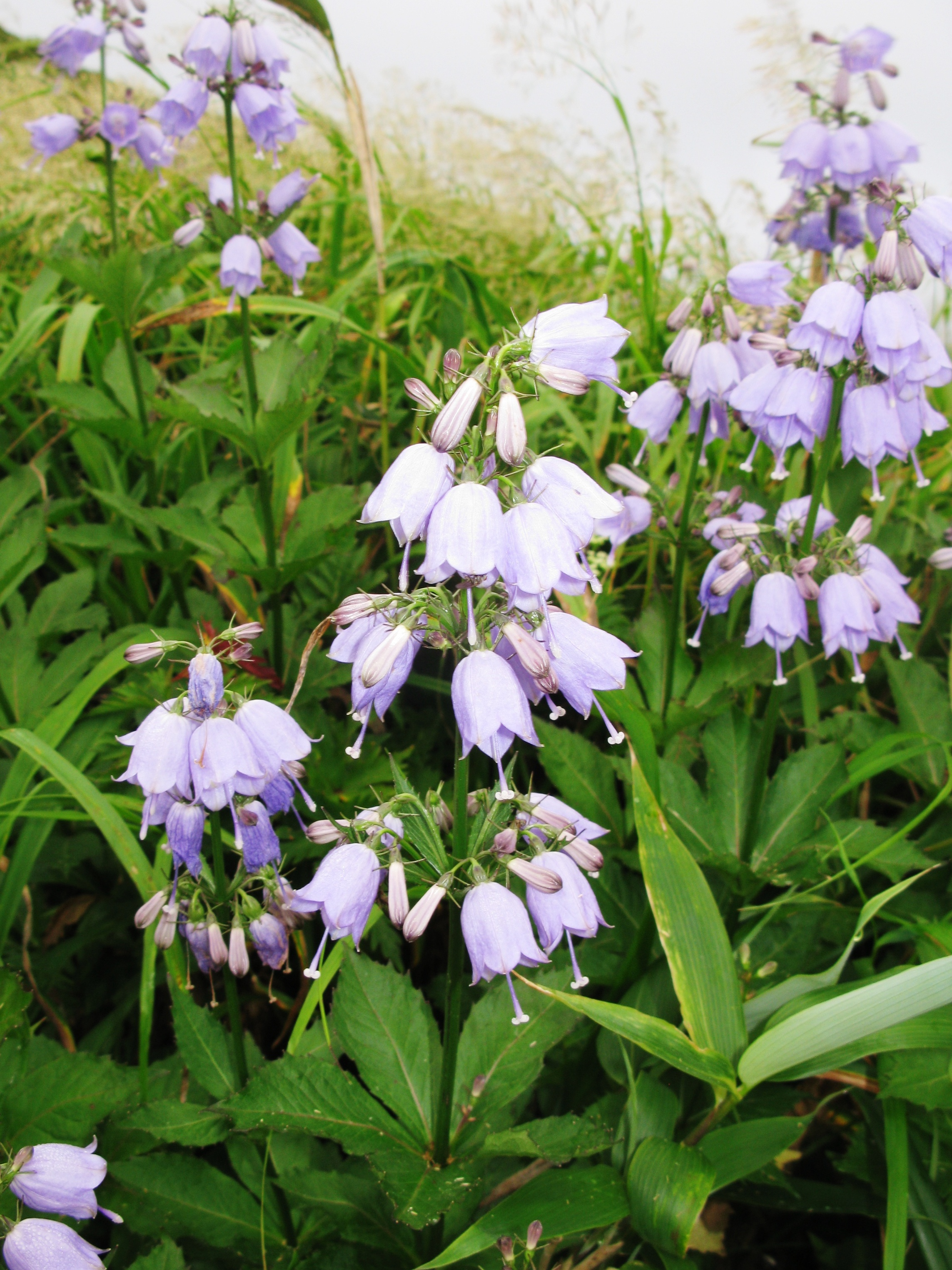
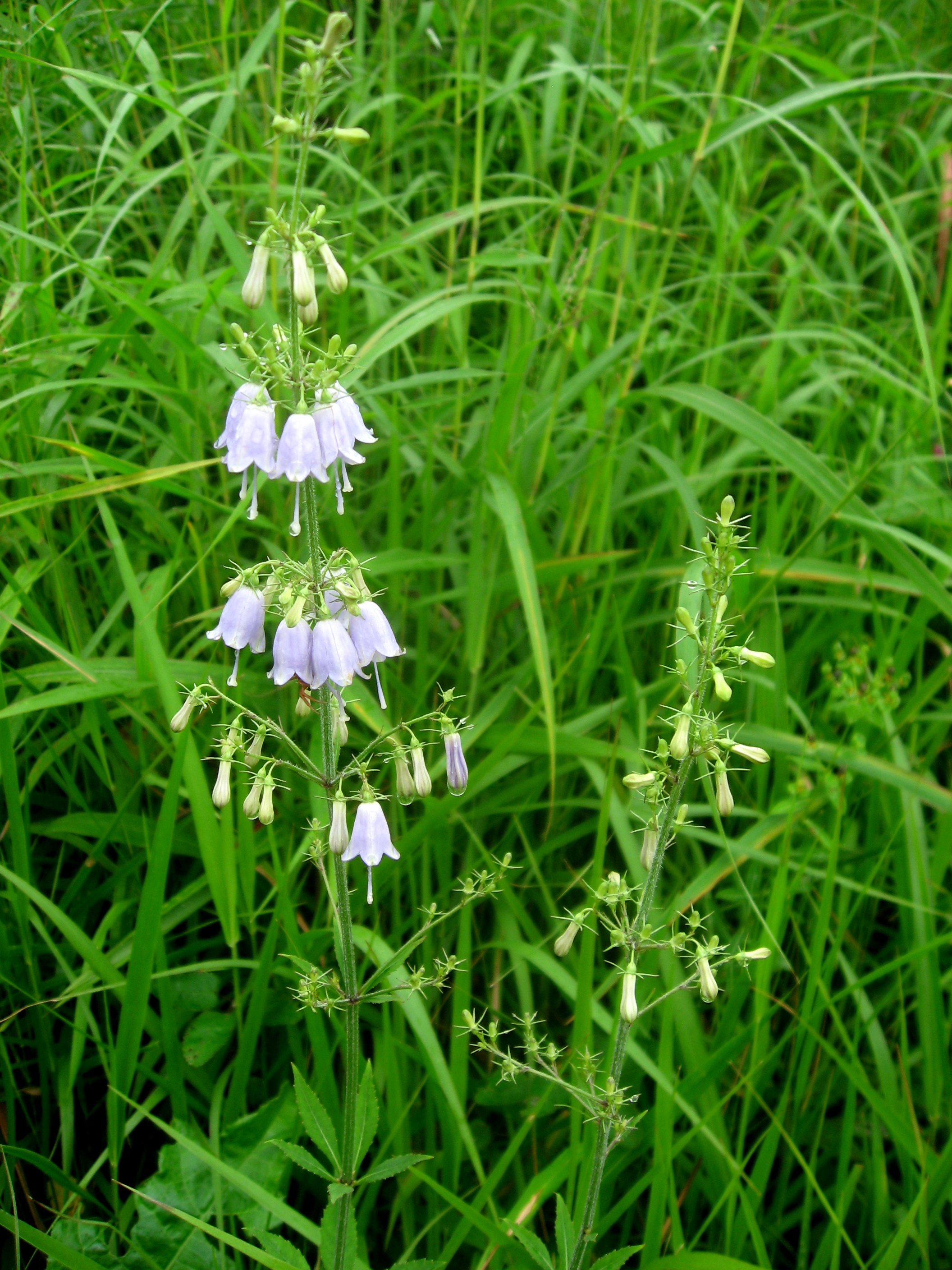
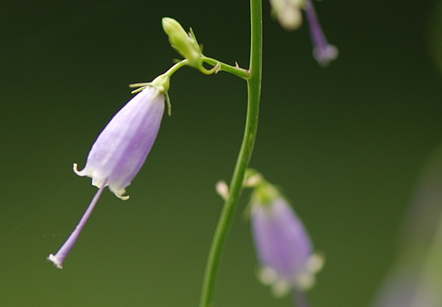